# Corona de la reina Adelaida

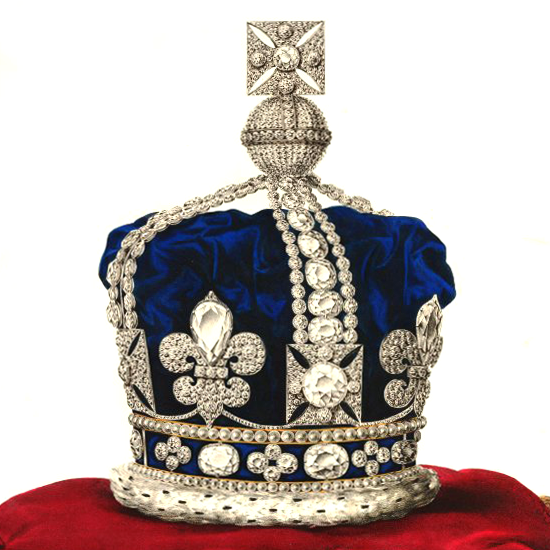
Corona de la reina Adelaida

La corona de la reina Adelaida fue la corona de consorte de la reina británica Adelaida de Sajonia-Meiningen. Se usó en la coronación de Guillermo IV del Reino Unido y Adelaida de Sajonia-Meiningen en 1831. Poco después, se le despojó de sus joyas y no se ha vuelto a usar. A finales del siglo XX, fue readquirida para la Colección Real.

## Razones para su creación

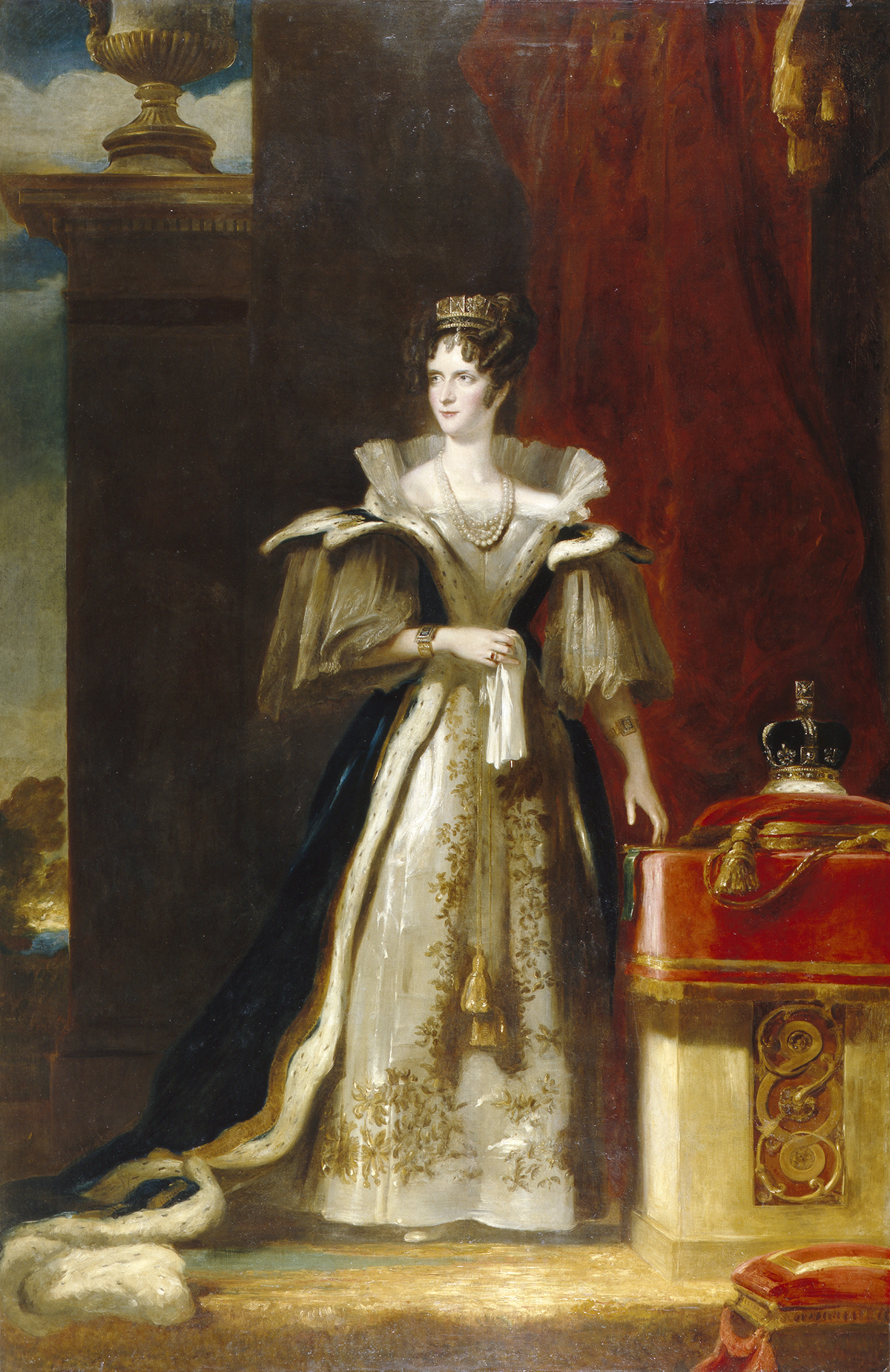
La reina Adelaida representada con su corona, por John Simpson

Tras su coronación en 1685, la corona de María de Módena se utilizó para las coronaciones de María II de Inglaterra en 1689, la reina Ana en 1702 y la reina Carolina en 1727. Sin embargo, las críticas al uso continuado de esta corona habían aumentado, por razones de antigüedad, tamaño, estado de conservación y porque se consideraba demasiado teatral e indigna. Una corona nupcial especialmente encargada fue utilizada por Carlota de Mecklemburgo-Strelitz, pero durante los preparativos para la coronación de Guillermo IV del Reino Unido y Adelaida de Sajonia-Meiningen de 1831, Adelaida expresó su desagrado por las coronas de la colección real, y se concluyó que la corona de María de Módena era "inapropiada para el uso de Su Majestad". En consecuencia, se hicieron planes para la creación de una nueva corona de consorte.

## Diseño
La nueva corona seguía la tradición de la corona británica al tener cuatro semi arcos, unidos por un orbe terráqueo, sobre el que se asentaba una cruz. La reina se había opuesto a la práctica habitual de alquilar diamantes y joyas para una corona antes de su uso. En su lugar, se instalaron diamantes de sus propias joyas privadas en la nueva corona. Tras la coronación, se retiraron todos los diamantes y la corona se guardó como un caparazón vacío.

## Historia posterior
Desde Adelaida hasta Isabel Bowes-Lyon, todas las reinas consortes británicas tenían su propia corona de consorte especial, en lugar de usar las coronas de sus predecesoras. Posteriormente, se fabricaron coronas de consorte para Alejandra de Dinamarca (1902), María de Teck (1911) e Isabel Bowes-Lyon (1937). Camila del Reino Unido fue la primera reina consorte en llevar la corona de una predecesora, la de María de Teck (aunque modificada), desde antes de la reina Adelaida.
Desprovista de sus joyas y desechada por la familia real, la corona fue prestada al Museo de Londres por la familia Amherst desde 1933 hasta 1985, y fue adquirida por los joyeros Asprey en 1987. El príncipe Jefri Bolkiah, hermano del sultán de Brunéi, compró la corona a Asprey en noviembre de 1995 y se la donó al Reino Unido, junto con la corona de Jorge IV, la corona de Jorge I y la Biblia de la Coronación de Jorge III. A principios de ese año, se había valorado en 425.000 libras esterlinas para una solicitud de exportación de la corona a Estados Unidos. La solicitud fue retirada durante una revisión por parte del Comité de Revisión de la Exportación de Obras de Arte del Reino Unido. Ahora forma parte de la Colección Real. Estuvo en exhibición pública en la Torre Martin de la Torre de Londres desde 1996 hasta 2023.